# Konrad Schneider (Numismatiker)
Konrad Schneider (* 1950 in Bogotá) ist ein deutscher Archivar und Numismatiker.

## Leben
Von 1969 bis 1975 studierte er Geschichte, Anglistik und Sprachwissenschaften an der Universität Bonn. Nach der Promotion 1976 absolvierte er von 1977 bis 1979 die Ausbildung zum wissenschaftlichen Archivar am Nordrhein-Westfälischen Hauptstadtarchiv Düsseldorf und an der Archivschule in Marburg. Von 1979 bis 1987 war er wissenschaftlicher Archivar am Staatsarchiv Hamburg. Seit 1991 ist er Leiter der Abteilung Moderne Akten am Institut für Stadtgeschichte Frankfurt am Main.

## Schriften (Auswahl)
- Das Münzwesen in den Territorien des Westerwaldes, des Taunus und des Lahngebietes und die Münzpolitik des Oberrheinischen Reichskreises im 17. Jahrhundert. Zugl. Dissertation, Friedrich-Wilhelm-Universität Bonn, Philosophische Fakultät, 1976/1977. Münzenhandlung Forneck, Urbar 1977, ISBN 3-9800132-0-0.
- Hamburgs Münz- und Geldgeschichte im 19. Jahrhundert bis zur Einführung der Reichswährung (= Beiträge zur Geschichte Hamburgs. Band 22). Numismatischer Verlag Forneck, Koblenz 1983, ISBN 3-923708-00-9.
- „Banco, Species und Courant“. Untersuchungen zur Hamburger Währung im 17. und 18. Jahrhundert. Numismatischer Verlag Forneck, Koblenz 1986, ISBN 3-923708-03-3.
- Frankfurt und die Kipper- und Wipperinflation der Jahre 1619 - 1623. Kramer, Frankfurt am Main 1990, ISBN 3-7829-0395-1.
- Die Münz- und Währungspolitik des Oberrheinischen Reichskreises im 18. Jahrhundert (= Veröffentlichungen der Gesellschaft für Historische Hilfswissenschaften. Band 4). Numismatischer Verlag Forneck, Koblenz 1995, ISBN 3-923708-09-2.
- Der Mineralwasserversand und seine Gefässproduktion im rheinisch-hessischen Raum vom 17. bis zum Ende des 19. Jahrhunderts (= Veröffentlichungen der Gesellschaft für Historische Hilfswissenschaften. Band 5). Numismatischer Verlag Forneck, Koblenz 2000, ISBN 3-923708-10-6.